# 3943 Зільберман
3943 Зільберман (3943 Silbermann) — астероїд головного поясу, відкритий 3 вересня 1981 року.
Тіссеранів параметр щодо Юпітера — 3,579.